# Neocratojoppa flavescipes
Neocratojoppa flavescipes là một loài tò vò trong họ Ichneumonidae.